# Sound Of Singles
SOS staat in de motorsport voor: Sound Of Singles (geluid van eencilinders).
Dit is een wegrace-categorie voor eencilinder motoren. Deze klasse wordt tegenwoordig ook wel Supermono genoemd. De naam Supermono wordt door sommige fabrikanten van motorfietsen ook gebruikt om bepaalde snelle eencilinder-modellen aan te duiden, zoals de Ducati 502 Supermono of de Bimota Supermono.
De Sound Of Singles ontstond toen de eencilinder-viertaktmotoren in de wegraces waren uitgestorven. Het typische, zware geluid werd node gemist. Vooral Japanse motorfabrieken hadden echter intussen offroadmotoren ontwikkeld, die ook van zware eencilindermotoren waren voorzien. Dit maakte de weg vrij om deze motoren in race-motorfietsen te bouwen. Omdat ze echter tegen tweetaktmotoren kansloos zouden zijn werd deze aparte klasse opgezet. 
De Sound Of Singles wordt in vier klassen verreden:
- Supermono: met als enige eis een eencilindermotor, de cilinderinhoud is beperkt tot 800cc.
- Supermono 2: eencilinders met 4 kleppen tot 510 cc en met 2 kleppen tot 610 cc
- Production Singles: eencilinder-viertaktmotorfietsen die normaal te koop zijn of zijn geweest
- Two Stroke Singles: tweetaktmotoren tot 550 cc

De naam Sound of Singles is inmiddels omgezet naar Supermono omdat het beter paste in het rijtje Supersport en Superbike.
Supermono-racen is anno 2013 nog steeds een nationale wegraceklasse in Nederland, Duitsland, Tsjechië, Scandinavië en Frankrijk. Sinds 1997 is er daarnaast een Europese Supermono Cup, oorspronkelijk onder de vlag van Flammini in het bijprogramma van het WK Superbike, sinds 1999 georganiseerd door een zelfstandige groep.